# András Pál
| 549961 Földesistván    | 23 novembre 2011 |
| 549663 Barczaszabolcs  | 10 agosto 2011   |
| 553438 Bércziszaniszló | 9 agosto 2011    |

András Pál (9 gennaio 1981) è un astronomo ungherese.
Il Minor Planet Center gli accredita le scoperte di nove asteroidi, effettuate tutte nel 2011, di cui due in collaborazione con Krisztián Sárneczky.